# Danh sách tiểu hành tinh: 12601–12700
| Tên                  | Tên đầu tiên | Ngày phát hiện       | Nơi phát hiện                      | Người phát hiện                                        |
| -------------------- | ------------ | -------------------- | ---------------------------------- | ------------------------------------------------------ |
| 12601 Tiffanyswann   | 1999 RO178   | 9 tháng 9 năm 1999   | Socorro                            | LINEAR                                                 |
| 12602 Tammytam       | 1999 RT183   | 9 tháng 9 năm 1999   | Socorro                            | LINEAR                                                 |
| 12603 Tanchunghee    | 1999 RF184   | 9 tháng 9 năm 1999   | Socorro                            | LINEAR                                                 |
| 12604 Lisatate       | 1999 RC194   | 7 tháng 9 năm 1999   | Socorro                            | LINEAR                                                 |
| 12605 -              | 1999 SK      | 17 tháng 9 năm 1999  | Đài thiên văn Zvjezdarnica Višnjan | Đài thiên văn Zvjezdarnica Višnjan                     |
| 12606 Apuleius       | 2043 P-L     | 24 tháng 9 năm 1960  | Palomar                            | C. J. van Houten, I. van Houten-Groeneveld, T. Gehrels |
| 12607 Alcaeus        | 2058 P-L     | 24 tháng 9 năm 1960  | Palomar                            | C. J. van Houten, I. van Houten-Groeneveld, T. Gehrels |
| 12608 Aesop          | 2091 P-L     | 24 tháng 9 năm 1960  | Palomar                            | C. J. van Houten, I. van Houten-Groeneveld, T. Gehrels |
| 12609 Apollodoros    | 2155 P-L     | 24 tháng 9 năm 1960  | Palomar                            | C. J. van Houten, I. van Houten-Groeneveld, T. Gehrels |
| 12610 Hãfez          | 2551 P-L     | 24 tháng 9 năm 1960  | Palomar                            | C. J. van Houten, I. van Houten-Groeneveld, T. Gehrels |
| 12611 Ingres         | 2555 P-L     | 24 tháng 9 năm 1960  | Palomar                            | C. J. van Houten, I. van Houten-Groeneveld, T. Gehrels |
| 12612 Daumier        | 2592 P-L     | 24 tháng 9 năm 1960  | Palomar                            | C. J. van Houten, I. van Houten-Groeneveld, T. Gehrels |
| 12613 Hogarth        | 4024 P-L     | 24 tháng 9 năm 1960  | Palomar                            | C. J. van Houten, I. van Houten-Groeneveld, T. Gehrels |
| 12614 Hokusai        | 4119 P-L     | 24 tháng 9 năm 1960  | Palomar                            | C. J. van Houten, I. van Houten-Groeneveld, T. Gehrels |
| 12615 Mendesdeleon   | 4626 P-L     | 24 tháng 9 năm 1960  | Palomar                            | C. J. van Houten, I. van Houten-Groeneveld, T. Gehrels |
| 12616 Lochner        | 4874 P-L     | 16 tháng 9 năm 1960  | Palomar                            | C. J. van Houten, I. van Houten-Groeneveld, T. Gehrels |
| 12617 Angelusilesius | 5568 P-L     | 17 tháng 10 năm 1960 | Palomar                            | C. J. van Houten, I. van Houten-Groeneveld, T. Gehrels |
| 12618 Cellarius      | 6217 P-L     | 24 tháng 9 năm 1960  | Palomar                            | C. J. van Houten, I. van Houten-Groeneveld, T. Gehrels |
| 12619 Anubelshunu    | 6242 P-L     | 24 tháng 9 năm 1960  | Palomar                            | C. J. van Houten, I. van Houten-Groeneveld, T. Gehrels |
| 12620 Simaqian       | 6335 P-L     | 24 tháng 9 năm 1960  | Palomar                            | C. J. van Houten, I. van Houten-Groeneveld, T. Gehrels |
| 12621 Alsufi         | 6585 P-L     | 24 tháng 9 năm 1960  | Palomar                            | C. J. van Houten, I. van Houten-Groeneveld, T. Gehrels |
| 12622 Doppelmayr     | 6614 P-L     | 24 tháng 9 năm 1960  | Palomar                            | C. J. van Houten, I. van Houten-Groeneveld, T. Gehrels |
| 12623 Tawaddud       | 9544 P-L     | 17 tháng 10 năm 1960 | Palomar                            | C. J. van Houten, I. van Houten-Groeneveld, T. Gehrels |
| 12624 Mariacunitia   | 9565 P-L     | 17 tháng 10 năm 1960 | Palomar                            | C. J. van Houten, I. van Houten-Groeneveld, T. Gehrels |
| 12625 Koopman        | 9578 P-L     | 17 tháng 10 năm 1960 | Palomar                            | C. J. van Houten, I. van Houten-Groeneveld, T. Gehrels |
| 12626 Timmerman      | 1116 T-1     | 25 tháng 3 năm 1971  | Palomar                            | C. J. van Houten, I. van Houten-Groeneveld, T. Gehrels |
| 12627 Maryedwards    | 1230 T-1     | 25 tháng 3 năm 1971  | Palomar                            | C. J. van Houten, I. van Houten-Groeneveld, T. Gehrels |
| 12628 Ackworthorr    | 2120 T-1     | 25 tháng 3 năm 1971  | Palomar                            | C. J. van Houten, I. van Houten-Groeneveld, T. Gehrels |
| 12629 -              | 2168 T-1     | 25 tháng 3 năm 1971  | Palomar                            | C. J. van Houten, I. van Houten-Groeneveld, T. Gehrels |
| 12630 -              | 3033 T-1     | 26 tháng 3 năm 1971  | Palomar                            | C. J. van Houten, I. van Houten-Groeneveld, T. Gehrels |
| 12631 -              | 3051 T-1     | 26 tháng 3 năm 1971  | Palomar                            | C. J. van Houten, I. van Houten-Groeneveld, T. Gehrels |
| 12632 -              | 3105 T-1     | 26 tháng 3 năm 1971  | Palomar                            | C. J. van Houten, I. van Houten-Groeneveld, T. Gehrels |
| 12633 -              | 3119 T-1     | 26 tháng 3 năm 1971  | Palomar                            | C. J. van Houten, I. van Houten-Groeneveld, T. Gehrels |
| 12634 -              | 3178 T-1     | 26 tháng 3 năm 1971  | Palomar                            | C. J. van Houten, I. van Houten-Groeneveld, T. Gehrels |
| 12635 -              | 4220 T-1     | 26 tháng 3 năm 1971  | Palomar                            | C. J. van Houten, I. van Houten-Groeneveld, T. Gehrels |
| 12636 -              | 4854 T-1     | 13 tháng 5 năm 1971  | Palomar                            | C. J. van Houten, I. van Houten-Groeneveld, T. Gehrels |
| 12637 -              | 1053 T-2     | 29 tháng 9 năm 1973  | Palomar                            | C. J. van Houten, I. van Houten-Groeneveld, T. Gehrels |
| 12638 -              | 1063 T-2     | 29 tháng 9 năm 1973  | Palomar                            | C. J. van Houten, I. van Houten-Groeneveld, T. Gehrels |
| 12639 -              | 1105 T-2     | 29 tháng 9 năm 1973  | Palomar                            | C. J. van Houten, I. van Houten-Groeneveld, T. Gehrels |
| 12640 -              | 1231 T-2     | 29 tháng 9 năm 1973  | Palomar                            | C. J. van Houten, I. van Houten-Groeneveld, T. Gehrels |
| 12641 -              | 1310 T-2     | 29 tháng 9 năm 1973  | Palomar                            | C. J. van Houten, I. van Houten-Groeneveld, T. Gehrels |
| 12642 -              | 1348 T-2     | 29 tháng 9 năm 1973  | Palomar                            | C. J. van Houten, I. van Houten-Groeneveld, T. Gehrels |
| 12643 -              | 3180 T-2     | 30 tháng 9 năm 1973  | Palomar                            | C. J. van Houten, I. van Houten-Groeneveld, T. Gehrels |
| 12644 -              | 3285 T-2     | 30 tháng 9 năm 1973  | Palomar                            | C. J. van Houten, I. van Houten-Groeneveld, T. Gehrels |
| 12645 -              | 4240 T-2     | 29 tháng 9 năm 1973  | Palomar                            | C. J. van Houten, I. van Houten-Groeneveld, T. Gehrels |
| 12646 -              | 5175 T-2     | 25 tháng 9 năm 1973  | Palomar                            | C. J. van Houten, I. van Houten-Groeneveld, T. Gehrels |
| 12647 -              | 5332 T-2     | 30 tháng 9 năm 1973  | Palomar                            | C. J. van Houten, I. van Houten-Groeneveld, T. Gehrels |
| 12648 -              | 1135 T-3     | 17 tháng 10 năm 1977 | Palomar                            | C. J. van Houten, I. van Houten-Groeneveld, T. Gehrels |
| 12649 Ascanios       | 2035 T-3     | 16 tháng 10 năm 1977 | Palomar                            | C. J. van Houten, I. van Houten-Groeneveld, T. Gehrels |
| 12650 -              | 2247 T-3     | 16 tháng 10 năm 1977 | Palomar                            | C. J. van Houten, I. van Houten-Groeneveld, T. Gehrels |
| 12651 -              | 2268 T-3     | 16 tháng 10 năm 1977 | Palomar                            | C. J. van Houten, I. van Houten-Groeneveld, T. Gehrels |
| 12652 -              | 2622 T-3     | 16 tháng 10 năm 1977 | Palomar                            | C. J. van Houten, I. van Houten-Groeneveld, T. Gehrels |
| 12653 -              | 2664 T-3     | 11 tháng 10 năm 1977 | Palomar                            | C. J. van Houten, I. van Houten-Groeneveld, T. Gehrels |
| 12654 -              | 4118 T-3     | 16 tháng 10 năm 1977 | Palomar                            | C. J. van Houten, I. van Houten-Groeneveld, T. Gehrels |
| 12655 -              | 5041 T-3     | 16 tháng 10 năm 1977 | Palomar                            | C. J. van Houten, I. van Houten-Groeneveld, T. Gehrels |
| 12656 -              | 5170 T-3     | 16 tháng 10 năm 1977 | Palomar                            | C. J. van Houten, I. van Houten-Groeneveld, T. Gehrels |
| 12657 Bonch-Bruevich | 1971 QO1     | 30 tháng 8 năm 1971  | Nauchnij                           | T. M. Smirnova                                         |
| 12658 Peiraios       | 1973 SL      | 19 tháng 9 năm 1973  | Palomar                            | C. J. van Houten, I. van Houten-Groeneveld, T. Gehrels |
| 12659 Schlegel       | 1973 UR5     | 27 tháng 10 năm 1973 | Tautenburg Observatory             | F. Börngen                                             |
| 12660 -              | 1975 NC      | 15 tháng 7 năm 1975  | Cerro El Roble                     | C. Torres, S. Barros                                   |
| 12661 Schelling      | 1976 DA1     | 27 tháng 2 năm 1976  | Tautenburg Observatory             | F. Börngen                                             |
| 12662 -              | 1978 CK      | 2 tháng 2 năm 1978   | Palomar                            | J. Gibson                                              |
| 12663 -              | 1978 RL7     | 2 tháng 9 năm 1978   | La Silla                           | C.-I. Lagerkvist                                       |
| 12664 Sonisenia      | 1978 SS5     | 27 tháng 9 năm 1978  | Nauchnij                           | L. I. Chernykh                                         |
| 12665 -              | 1978 VE7     | 6 tháng 11 năm 1978  | Palomar                            | E. F. Helin, S. J. Bus                                 |
| 12666 -              | 1978 XW      | 6 tháng 12 năm 1978  | Palomar                            | E. Bowell, A. Warnock                                  |
| 12667 -              | 1979 DF      | 28 tháng 2 năm 1979  | Anderson Mesa                      | N. G. Thomas                                           |
| 12668 -              | 1979 MX1     | 25 tháng 6 năm 1979  | Siding Spring                      | E. F. Helin, S. J. Bus                                 |
| 12669 -              | 1979 MY5     | 25 tháng 6 năm 1979  | Siding Spring                      | E. F. Helin, S. J. Bus                                 |
| 12670 Passargea      | 1979 SG2     | 22 tháng 9 năm 1979  | Nauchnij                           | N. S. Chernykh                                         |
| 12671 -              | 1980 FU      | 16 tháng 3 năm 1980  | La Silla                           | C.-I. Lagerkvist                                       |
| 12672 -              | 1980 FY2     | 16 tháng 3 năm 1980  | La Silla                           | C.-I. Lagerkvist                                       |
| 12673 -              | 1980 FH3     | 16 tháng 3 năm 1980  | La Silla                           | C.-I. Lagerkvist                                       |
| 12674 Rybalka        | 1980 RL2     | 7 tháng 9 năm 1980   | Nauchnij                           | N. S. Chernykh                                         |
| 12675 Chabot         | 1980 TA4     | 9 tháng 10 năm 1980  | Palomar                            | C. S. Shoemaker, E. M. Shoemaker                       |
| 12676 -              | 1981 DU1     | 28 tháng 2 năm 1981  | Siding Spring                      | S. J. Bus                                              |
| 12677 -              | 1981 EO4     | 2 tháng 3 năm 1981   | Siding Spring                      | S. J. Bus                                              |
| 12678 -              | 1981 EQ20    | 2 tháng 3 năm 1981   | Siding Spring                      | S. J. Bus                                              |
| 12679 -              | 1981 EK22    | 2 tháng 3 năm 1981   | Siding Spring                      | S. J. Bus                                              |
| 12680 Bogdanovich    | 1981 JR2     | 6 tháng 5 năm 1981   | Palomar                            | C. S. Shoemaker                                        |
| 12681 -              | 1981 UL29    | 24 tháng 10 năm 1981 | Palomar                            | S. J. Bus                                              |
| 12682 Kawada         | 1982 VC3     | 14 tháng 11 năm 1982 | Kiso                               | H. Kosai, K. Hurukawa                                  |
| 12683 -              | 1983 RP3     | 2 tháng 9 năm 1983   | La Silla                           | H. Debehogne                                           |
| 12684 -              | 1984 DQ      | 23 tháng 2 năm 1984  | La Silla                           | H. Debehogne                                           |
| 12685 -              | 1985 VE      | 14 tháng 11 năm 1985 | Đài thiên văn Brorfelde            | P. Jensen                                              |
| 12686 Bezuglyj       | 1986 TT11    | 3 tháng 10 năm 1986  | Nauchnij                           | L. G. Karachkina                                       |
| 12687 de Valory      | 1987 YS1     | 17 tháng 12 năm 1987 | La Silla                           | E. W. Elst, G. Pizarro                                 |
| 12688 Baekeland      | 1988 CK4     | 13 tháng 2 năm 1988  | La Silla                           | E. W. Elst                                             |
| 12689 -              | 1988 RO2     | 8 tháng 9 năm 1988   | Đài thiên văn Brorfelde            | P. Jensen                                              |
| 12690 -              | 1988 VG1     | 5 tháng 11 năm 1988  | Geisei                             | T. Seki                                                |
| 12691 -              | 1988 VF2     | 7 tháng 11 năm 1988  | Yatsugatake                        | Y. Kushida, M. Inoue                                   |
| 12692 -              | 1989 BV1     | 29 tháng 1 năm 1989  | Kleť                               | A. Mrkos                                               |
| 12693 -              | 1989 EZ      | 9 tháng 3 năm 1989   | Gekko                              | Y. Oshima                                              |
| 12694 Schleiermacher | 1989 EJ6     | 7 tháng 3 năm 1989   | Tautenburg Observatory             | F. Börngen                                             |
| 12695 Utrecht        | 1989 GR3     | 1 tháng 4 năm 1989   | La Silla                           | E. W. Elst                                             |
| 12696 Camus          | 1989 SF1     | 16 tháng 9 năm 1989  | La Silla                           | E. W. Elst                                             |
| 12697 Verhaeren      | 1989 SK3     | 16 tháng 9 năm 1989  | La Silla                           | E. W. Elst                                             |
| 12698 -              | 1989 US4     | 22 tháng 10 năm 1989 | Kleť                               | A. Mrkos                                               |
| 12699 -              | 1990 DD2     | 24 tháng 2 năm 1990  | La Silla                           | H. Debehogne                                           |
| 12700 -              | 1990 FH      | 23 tháng 3 năm 1990  | Palomar                            | E. F. Helin                                            |